# Torbjørn Ruste
Torbjørn Ruste (ur. 9 grudnia 1929, zm. 31 lipca 2003) – norweski skoczek narciarski, reprezentant klubu Nydalens Skiklub, dwukrotny zwycięzca konkursów Turnieju Czterech Skoczni.
W sezonie 1954/1955 wystartował w 3. Turnieju Czterech Skoczni. 30 grudnia 1954 w Oberstdorfie zajął piąte miejsce, a 6 stycznia 1955 w Innsbrucku i 8 stycznia w Bischofshofen wygrał zawody. W konkursie w Innsbrucku zdobył 225 punktów i o trzy punkty wyprzedził drugiego w klasyfikacji, Hemmo Silvennoinena, a w Bischofshofen zgromadził 224,5 punktu, co było wynikiem o 7 punktów lepszym od Silvennoinena. Jednocześnie, w zawodach na skoczni w Oberstdorfie poprawił swój życiowy rekord w długości skoku, uzyskując 119 metrów.
W 1955 zajął szóste miejsce w konkursie skoków narciarskich na obiekcie normalnym w Trysil, rozgrywanym w ramach mistrzostw Norwegii.